# Стадијуми у развоју рака грлића материце
Стадијуми у развоју рака грлића материце су развојни процеси (фазе) кроз који пролази овај, као и сви други малигни процеси у телу човека. Њихово одређивање помаже лекарима у: планирању терапијских поступака, поређењу резултата лечења и указује на могућу прогнозу.

## Како се одређује стадијум?
Стадијум рака грлића материце може се одредити клинички, хируршки и патолошки. Према препорукама Интернационалног удружења гинеколога и опстетричара (FIGO) одређивање стадијума карцинома грлића материце, заснива се на клиничкој евалуацији болести, пре отпочињања лечења. 
Стадијум болести који се одреди на основу клиничког прегледа касније не подлеже променама, нити због додатних дијагностичких процедура, нити као последица лечења или прогресије болести.
У циљу постављања дијагнозе карцинома грлића и одређивања стадијума користе се: клиничке, цитолошке, хистопатолошке,  радиолошке, лабораторијске и друге дијагностичке методе.

### Методе које се користе за одређивање стадијума рака грлића материце
| Неопходни прегледи | Допунска испитивања |
| - Анамнеза - Клинички преглед (локални налаз, бимануелни вагинални и ректални преглед) - Колпоскопија, ексфолијативна цитологија ‒ Папаниколау тест, биопсија, киретажа, конизација - Хистопатолошки налаз са свим стандардним параметрима тумора - Комплетна крвна слика и биохемијске анализе (укључујући и тестове функције бубрега и Хгб) - Компјутеризована томографија (ЦТ) абдомена - Магнетна резонанца (МР) мале карлице - Радиографија плућа у два правца - Абдоминални и пелвични ултразвучни преглед код стадијума Iа; трансректални експертски ултразвук (величина и положај тумора, однос између волумена тумора и грлића) код стадијума Iб. | - ЦТ урографија, интравенска урографија (ИВУ) или ултразвучни преглед бубрега - цистоскопија и ректоскопија - ЦТ грудног коша. |

## FIGO систем стадирања карцинома грлића материце, 2009
Са налазима свих потребних прегледа, рак грлића материце се сврстава у један од стадијума болести одређених FIGO класификацијом, на следећи начин:
СТАДИЈУМ I
Карцином је стриктно ограничен на грлић (ширење на корпус не треба да буде узето у обзир)
Стадијум IА  — Инвазивни карцином који се може дијагностиковати само микроскопски, са најдубљом инвазијом ≤ 5 mm и највећим ширењем ≤ 7 mm.
Стадијум IА1   — Измерена стромална инвазија од ≤ 3,0 mm у дубину и ширење ≤ 7,0 mm.
Стадијум IА2  — Измерена стромална инвазија од > 3,0 mm, а ≤ 5,0 mm, са ширењем не већим од > 7,0 mm.
Стадијум IБ  — Клинички видљиве лезије ограничене на грлић материце или преклинички канцер већи од стадијума IА
Стадијум IБ1  — Клинички видљива лезија ≤ 4,0 cm у највећој димензији
Стадијум IБ2  — Клинички видљива лезија > 4,0 cm у највећој димензији
СТАДИЈУМ II
Карцином грлића који врши инвазију изван утеруса, али не на пелвични зид, нити на доњу трећину вагине.
Стадијум IIА  — Без инвазије у параметријуме
Стадијум IIА1  — Клинички видљива лезија ≤ 4,0 cm у највећој димензији
Стадијум IIА2 — Клинички видљива лезија > 4 cm у највећој димензији
Стадијум IIБ  — Са јасном инвазијом параметрија
СТАДИЈУМ III
Тумор се шири до пелвичног зида и/или захвата доњу трећину вагине и/или доводи до хидронефрозе или нефункционалног бубрега.
Стадијум IIIА  — Тумор захвата доњу трећину вагине, без ширења на пелвични зид
Стадијум IIIБ  — Ширење до пелвичног зида и/или хидронефроза или нефункционални бубрег
СТАДИЈУМ IV
Карцином се проширио изван мале карлице и захватио је (доказано биопсијом) мукозу бешике или ректума. Булозни едем, сам по себи, не дозвољава да се случај означи стадијумом IV 
Стадијум IVА  — Ширење тумора на околне органе
Стадијум IVБ  — Ширење на удаљене органе

## Галерија
- Стадијум1A
- Стадијум 1B
- Стадијум 2A
- Стадијум 2B
- Стадијум 3B
- Стадијум 4A
- Стадијум 4B